# Sasha Lane
Sasha Bianca Lane (Houston, 29 settembre 1995) è un'attrice statunitense.

## Biografia
È nata a Houston, ma è cresciuta a Dallas (entrambe in Texas), da padre afroamericano e da madre neozelandese d'etnia maori. Dopo il divorzio dei suoi genitori, andò a vivere con sua madre, con la quale si spostò più volte per il Texas prima di stabilirsi a Frisco. Diplomatasi presso il Liberty High School di Frisco, dove ebbe modo di distinguersi per le sue doti sportive nell'ambito della pallacanestro e dell'atletica leggera, frequentò la Texas State University di San Marcos, senza però portarne a termine il percorso di laurea, mantenendosi nel frattempo come cameriera in un ristorante messicano di Frisco (attività da lei svolta già da quando era una studentessa liceale).
Nel 2016, senza che avesse sulle spalle una qualche formazione artistica o delle precedenti esperienze recitative, venne scelta dalla cineasta inglese Andrea Arnold, che la notò del tutto casualmente mentre prendeva il sole su una spiaggia durante lo spring break, come protagonista del film American Honey, al fianco di Shia LaBeouf e Riley Keough. Il film venne presentato in anteprima alla 69ª edizione del Festival di Cannes, dove ottenne diversi riconoscimenti, e la stessa Lane vinse un British Independent Film Awards come miglior attrice, oltre a conseguire candidature per svariati altri premi.
Nel 2018 recita ne La diseducazione di Cameron Post di Desiree Akhavan, vincitore del Gran premio della giuria: U.S. Dramatic al Sundance Film Festival, in Hearts Beat Loud, al fianco di Nick Offerman, Kiersey Clemons e Toni Collette, e, sempre nello stesso anno, interpreta Alice Monaghan nel film Hellboy, diretto da Neil Marshall ed uscito per l'anno successivo. Nel 2019 figura tra i protagonisti del film Daniel Isn't Real, mentre l'anno seguente partecipa ad una puntata della serie TV antologica Storie incredibili (Amazing Stories) ed entra a far parte del cast fisso della serie televisiva Utopia, rifacimento targato Amazon Prime Video dell'omonima serie televisiva britannica, avente per protagonista John Cusack e cancellata dopo la prima stagione. Nel 2021 ottiene il ruolo della Cacciatrice C-20 nella prima stagione della serie televisiva del Marvel Cinematic Universe Loki, con Tom Hiddleston (nei panni del Dio dell'Inganno).

## Vita privata
Sasha Lane è lesbica e risiede a Los Angeles. Il 15 aprile 2020 ha annunciato di aver partorito una bambina.

## Filmografia

### Cinema
- American Honey, regia di Andrea Arnold (2016)
- Born in the Maelstrom, regia di Meryam Joobeur (2017) - cortometraggio
- La diseducazione di Cameron Post (The Miseducation of Cameron Post), regia di Desiree Akhavan (2018)
- Hearts Beat Loud, regia di Brett Haley (2018)
- Hellboy, regia di Neil Marshall (2019)
- Daniel Isn't Real, regia di Adam Egypt Mortimer (2019)
- Twisters, regia di Lee Isaac Chung (2024)

### Televisione
- Storie incredibili (Amazing Stories) – serie TV, episodio 1x04 (2020)
- Utopia - serie TV (2020)
- Loki - serie TV (2021)
- Conversations with Friends - serie TV, 12 episodi (2022)
- The Crowded Room – serie TV, 10 episodi (2023)

### Video musicali
- Lonely World - Moses Sumney (2017)
- Before You Go - Lewis Capaldi (2020)

## Doppiatrici italiane
Nelle versioni in italiano delle opere in cui ha recitato, Sasha Lane è stata doppiata da:
- Giulia Franceschetti in La diseducazione di Cameron Post, Hellboy, Utopia, The Crowded Room
- Giulia Catania in American Honey
- Mattea Serpelloni in Storie incredibili
- Virginia Brunetti in Conversations with Friends
- Laura Baldassarre in Loki

## Riconoscimenti
- 2016 – British Independent Film Awards
  - Miglior attrice per American Honey
- 2016 – Gotham Independent Film Awards
  - Candidatura per la miglior interprete emergente per American Honey
- 2017 – Empire Awards
  - Candidatura per il miglior debutto femminile per American Honey
- 2017 – Independent Spirit Awards
  - Candidatura per la miglior attrice per American Honey